# Фредерік I (король Неаполю)
Фредерік I (італ. Federico I; 19 квітня 1452 —9 листопада 1504) — король Неаполя у 1496-1501 роках. Деякі дослідники нумерують його як Фредеріка IV, продовжуючи номерування королів Сицилії.

## Життєпис

### Молоді роки
Походив з династії Трастамара. Син Ферранте I, короля Неаполя і Єрусалиму, та Ізабелли де Клермон. Народився у 1452 році у Неаполі. Його хрещеним був імператор Фрідрих III Габсбург. Здобув гарну освіту під орудою Андреа да Кастельфорте, Джованні Елізіо Каленціо, Бальдассаре Офферіано і Джіроламо Форті.
У 1464 році йому доручено привести наречену старшого брата Альфонсо — Іпполіту Марію Сфорцу. По дорозі отримав від папи римського Павла II золоту троянду, що було знаком високої прихильності. У 1465 році повернувся додому. Того ж року призначається лейтенантом (представником) короля в Капітанаті, Барі і Отранто, де відповідав за збирання податків і дотримання торгових угод з Венеціанською республікою. У 1470 році розпочалися перемовини щодо шлюбу Фредеріка з Марією,донькою Карла Сміливого, герцога Бургундії.
У 1471 році відбулися попередні домовленості. У 1473 році виконував дипломатичні доручення стосовно папи римського та його союзників. Того ж року проект шлюб Фредеріка з Марією Бургундською припинив своє існування. Втім у 1474 році відправлений батьком на чолі значного посольства до Діжону, намагаючись поновити перемовини щодо цього шлюбу. Фредерік прямуючи до двору Карла Сміливого побував у Римі, Урбіно, Феррарі, Венеції, Мілані, Турині, де вів перемовини з місцевими володарями намагаючись налагодити їх стосунки з Неаполітанським королівством. наприкінці січні 1475 році прибув до Безансону, володіння Бургундії.
У 1477 році перебрався до Парижу, де у 1478 році оженився на доньці герцога Савойського. Фредерік перебував при дворі  Людовіка XI, короля Франції. Після смерті дружини у 1480 році повернувся до Неаполя. У 1485 році отримав титул князя Свілачче.

### 1494—1496 роки
Після смерті батька у 1494 році отримав від брата Альфонсо II титул герцог Калабрії. У 1495 році очолив неаполітанський флот, який повинен був завадити просуванню генуезькому флоту, союзнику Карла VIII, короля Франції, що сунув до Неаполя.

### Королювання
Після раптової смерті свого небожа Фердинанда II у 1496 році Фредерік став новим королем. Коронація відбулася 26 червня 1497 року.
Перш за все намагався забезпечити спокій й внутрішній мир в державі. Він оголосив загальну амністію і отримав інвеституру від папа римського Олександра VI. Він дбав про розвиток ремесел, торгівлі і про загальне процвітання країни.
У 1500 році французький король Людовик XII уклав з королем Фердинандом II, королем Кастилії і Арагону, Гранадський договір щодо завоювання і розподілу південної Італії. Фредерік I знав про підготовку до війни. Він звик бачити у французів своїх ворогів, але ніяк не очікував віроломства з боку свого родича Фердинанда II.Останній підступно обіцяв королю Неаполя свою допомогу проти Людовіка XII, а сам готував флот і військо для його повалення з престолу.
Влітку 1501 року Фредерік I рушив назустріч французам, але тут дізнався про секретну домовленість з іспанським королем. Після цього він впав духом і більше не думав про опір. Він врятувався втечею на Іскію і згодом здався у замку Кастель Нуово в полон Людовіку XII. Король спочатку прийняв його погано, але потім зробив намісником Анжу і Мена та надав 30 тис. ліврів ренти. Помер у Турі у 1504 році.

## Родина
1. Дружина — Ганна, донька Амадея IX, герцога Савойського
Діти:
- Шарлота (1480—1506), дружина Гая XVI, графа де Лаваль

2. Дружина — Ізабелла, донька Пірро дель Бальцо, 4-го герцог Андрія
Діти:
- Фердинанд (1488—1550), герцог Калабрії
- Джулія (1492—1542), дружина Джованні Джорджіо, маркіза Монферратського
- Альфонсо (1499—1515)
- Ізабелла (1500—1550)
- Чезаре (1501—1501/1503)